# Adrián Paenza
Adrián Arnoldo Paenza (né le 9 mai 1949) est un journaliste argentin, titulaire d'un doctorat en sciences mathématiques de l'Université de Buenos Aires (UBA).

## Biographie
Il est né à Buenos Aires, Argentine en 1949 et est titulaire d'un doctorat en mathématiques de l'Université de Buenos Aires, où il est actuellement professeur agrégé au Département de Mathématiques de la Faculté des sciences naturelles. Il est également journaliste et a travaillé dans les principales stations de radio, il est rédacteur en chef de plusieurs revues, et contribue aux trois journaux nationaux: Clarín, Página/12 et La Nación. [réf. nécessaire]
Sa série de livres pour enfants, Matemática... ¿Estás ahí?, a été un best-seller en Argentine, d'autres pays d'Amérique latine, mais aussi en Allemagne et en Espagne, où ont été édités les deux premiers épisodes. En 2014 lors du Congrès international des mathématiciens, il reçoit le Prix Leelavati pour son travail dans la diffusion des mathématiques,,,.
En 2014, il est également lauréat du « Argentine Creative Award » 2014,.